# Salam Fayyad
Salam Fayyad (árabe: سلام فياض) nació en 1952, en Deir al-Ghusun, Cisjordania) Político palestino, primer ministro de la autoridad nacional palestina ( ANP ) de julio de 2007 a diciembre de 2012 y del Estado de Palestina de enero a junio de 2013.  Salam Fayyad se licenció en la Universidad de Beirut en 1975 y se doctoró en Economía por la Universidad de Texas en Austin. Enseñó economía en la Universidad de Yarmuk, Jordania, y se incorporó a la plantilla del Fondo Monetario Internacional en 1987.
Vivió en Estados Unidos hasta 1995, cuando se convirtió en representante del Fondo Monetario Internacional. En junio de 2002, el presidente de la ANP, Yasser Arafat, presionado por los gobiernos occidentales para que se pusiera fin a la enorme corrupción de las finanzas palestinas, nombró ministro de Finanzas a Fayyad, personaje respetado internacionalmente. Ocupó el cargo hasta diciembre de 2005, cuando dimitió por lo que consideraba un aumento de sueldo injustificado concedido a la ya abultada administración pública palestina. Fayyad se presentó a las elecciones legislativas palestinas de enero de 2006 como miembro de un nuevo partido político, la Tercera Vía, que sólo obtuvo el 2,4% de los votos; sólo dos de sus candidatos, Fayyad y Hannan Ashrawi, resultaron elegidos. Cuando Mahmud Abbas formó un gobierno de unidad con Hamás en marzo de 2017, Fayyad aceptó convertirse en ministro de Finanzas. Tras el estallido de los combates en la Franja de Gaza y la toma de ese territorio por Hamás, el presidente Abbas llevó a cabo un cuestionable despido del ministerio dirigido por Hamás y el 15 de junio de 2007 nombró al tecnócrata Fayyad jefe del nuevo gobierno de emergencia. Fayyad no sólo fue  primer ministro, sino también ministro de Asuntos Exteriores y ministro de Hacienda. 
Fayyad creía que, aunque el proceso de paz debía continuar, debía ir paralelo a los esfuerzos por crear empleo, mejorar la seguridad y relajar las restricciones de seguridad israelíes que ahogan la economía palestina.
Por ello, en agosto de 2009, Fayad publicó un plan detallado, " Palestina: fin de la ocupación, establecimiento del Estado", en el que  pedía el fortalecimiento de las instituciones palestinas, incluida la creación de un mercado de valores, la construcción de un aeropuerto y la mejora de las estructuras administrativas, con el objetivo de lograr la plena condición de Estado palestino en un plazo de dos años.
Las Naciones Unidas, el Banco Mundial y otras organizaciones internacionales, así como muchos palestinos, consideran a Fayyad responsable de importantes mejoras en la infraestructura política, el buen gobierno, los resultados económicos y las organizaciones de seguridad de Cisjordania. Se le atribuye el mérito de haber conseguido para la AP una ayuda de 200 millones de dólares de Estados Unidos.   
En marzo de 2009, el presidente Mahmoud Abbas nombró a Fayyad por segunda vez como primer ministro. A pesar de la negativa de Hamás en Gaza a reconocer la legitimidad de su autoridad, Fayyad seguía siendo primer ministro el 1 de enero de 2013, cuando con el respaldo de la ONU, la Autoridad Palestina se rebautizó como el Estado de Palestina. 
A pedido de Abbas, Fayyad continuó como primer ministro interino hasta que se pudiera formar un nuevo gobierno. EL 6 de junio de 2013, el académico palestino y político independiente Rami Hamdallah sucedió a Fayyad, pero renunció 2 semanas después. 